# Вельколяс
Вельколяс (пол. Wielkolas) — село в Польщі, у гміні Абрамів Любартівського повіту Люблінського воєводства.
Населення — 615 осіб (2011).
Розташоване на відстані 24 км від Любартова, і 36 км від Любліна, та 7 км від Абрамува.

## Демографія
Демографічна структура станом на 31 березня 2011 року:
|          | Загалом | Допрацездатний вік | Працездатний вік | Постпрацездатний вік |
| -------- | ------- | ------------------ | ---------------- | -------------------- |
| Чоловіки | 307     | 62                 | 199              | 46                   |
| Жінки    | 308     | 75                 | 149              | 84                   |
| Разом    | 615     | 137                | 348              | 130                  |